# 金碧镇 (黔西市)
金碧镇，是中华人民共和国贵州省毕节市黔西市下辖的一个乡镇级行政单位。

## 行政区划
金碧镇下辖以下地区：
金碧社区、万家寨村、张家桥村、中寨村、杨家店村、铧口寨村、折坤村、土桥村、新富村、中同村、新团村、新兰村、联合村、荷花村、双寨村、红寨村、绿峰村和高山村。